# Barnaby Jones
Barnaby Jones est une série télévisée américaine en 178 épisodes de 45 minutes, diffusée entre le 24 janvier 1973 et le 3 avril 1980 sur le réseau CBS. Il s'agit d'une série dérivée de la série Cannon.
Cette série est inédite dans tous les pays francophones.

## Distribution
- Buddy Ebsen : Barnaby Jones
- Lee Meriwether : Betty Jones
- Mark Shera : Jedediah Romano « J.R. » Jones (dès la saison 5)
- John Carter (en) : Lt. John Biddle (récurrent)